# Kabaret Starszych Panów

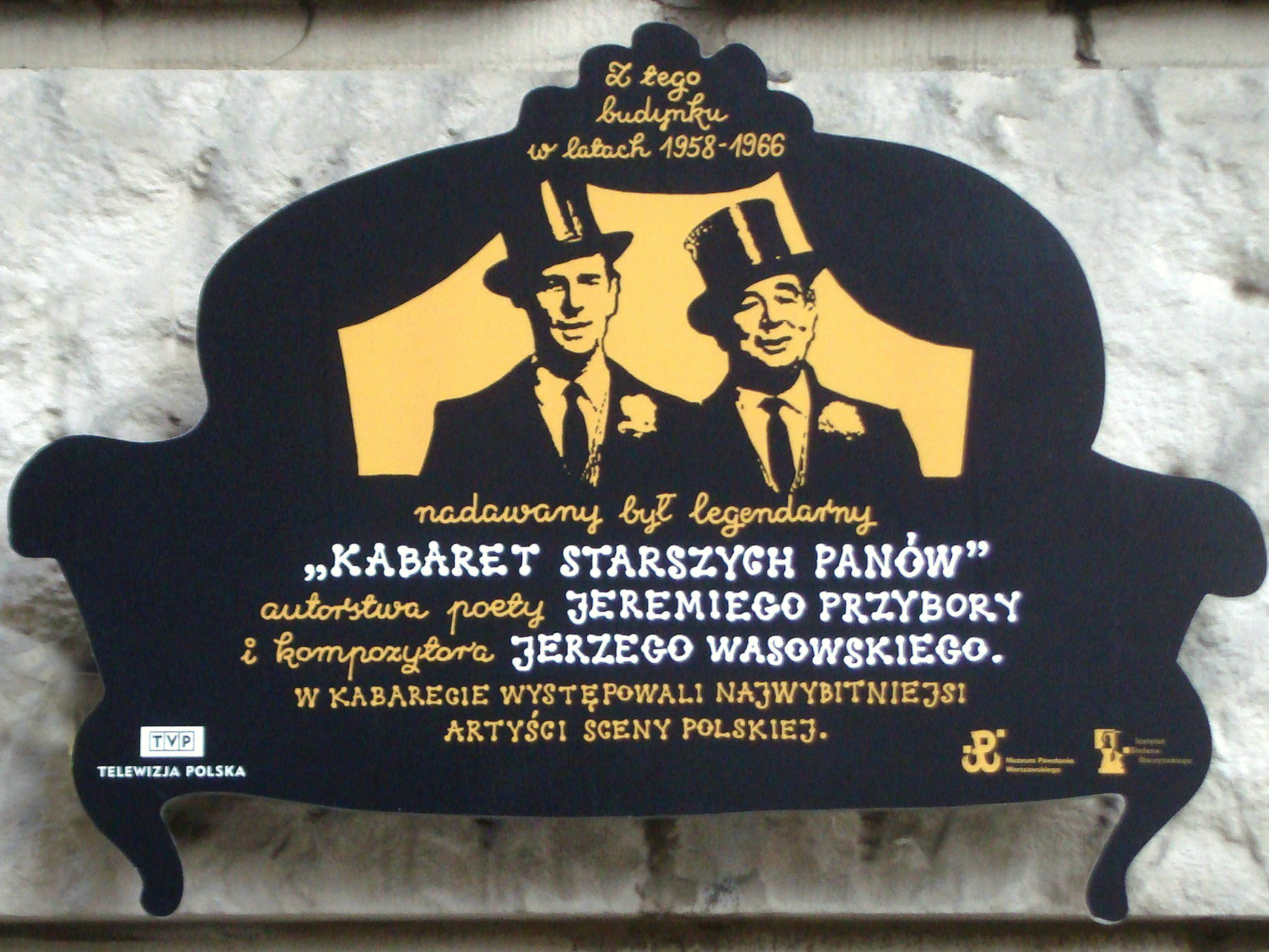
Tabliczka upamiętniająca miejsce, z którego w latach 1958–1966 był nadawany Kabaret Starszych Panów. Budynek TVP przy ul. Jasnej 14/16 w Warszawie

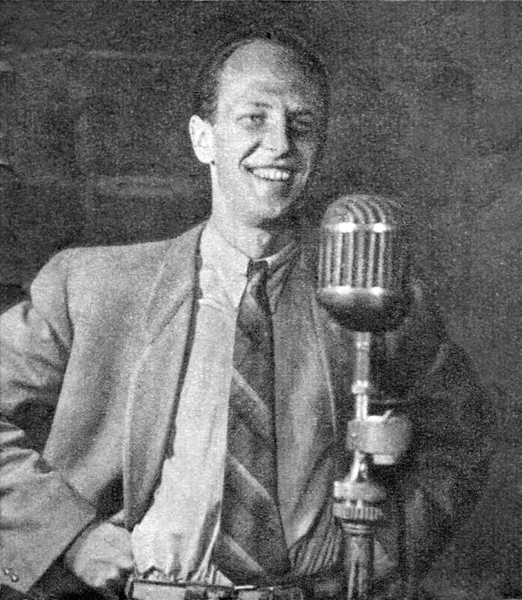
Jeremi Przybora - współtwórca „Kabaretu Starszych Panów”

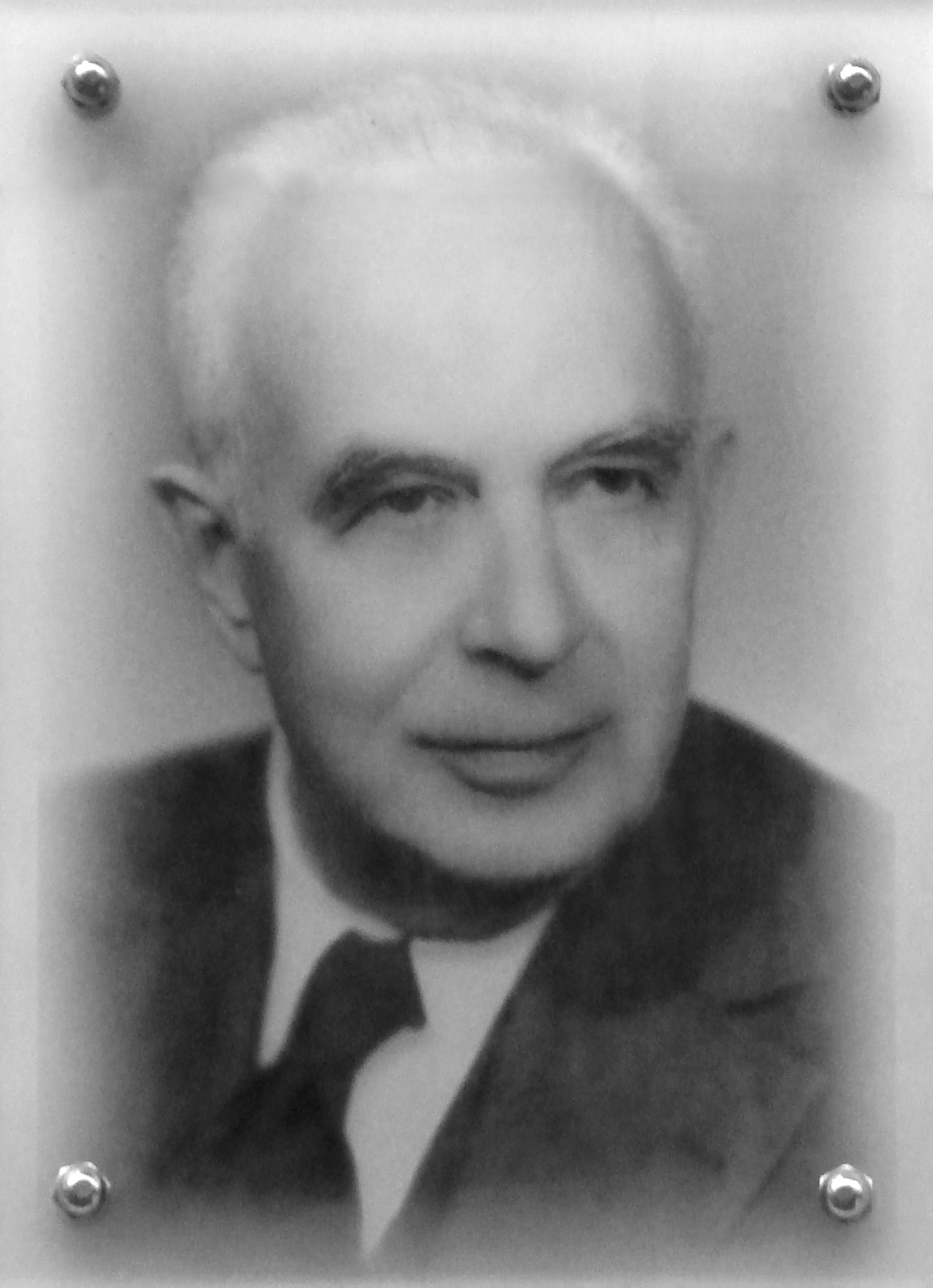
Jerzy Wasowski - współtwórca „Kabaretu Starszych Panów”

Kabaret Starszych Panów – cykl kabaretowych programów telewizyjnych autorstwa Jeremiego Przybory i Jerzego Wasowskiego, nadawanych od 16 października 1958 do 22 lipca 1966 przez Telewizję Polską. Równolegle w Polskim Radiu powstawała, jako słuchowiska, wersja radiowa kabaretu.
Dzięki Kabaretowi Przybora i Wasowski zostali uznani za twórców rozrywki telewizyjnej w Polsce lat 50. i 60. XX wieku. W programach Kabaretu występowali m.in. Irena Kwiatkowska, Barbara Krafftówna, Kalina Jędrusik, Aleksandra Śląska, Krystyna Sienkiewicz, Zofia Kucówna, Wiesław Gołas, Mieczysław Czechowicz, Wiesław Michnikowski, Edward Dziewoński, Czesław Roszkowski, Bohdan Łazuka, Jarema Stępowski, Zdzisław Leśniak i Bronisław Pawlik.

## Emisja
Programy Kabaretu nadawano w telewizji na żywo, z wykorzystaniem jako playback piosenek zarejestrowanych wcześniej. Kabaret emitowany był również na antenie Polskiego Radia jako przygotowane osobno słuchowiska (w radiu powstało tylko 13 wieczorów), nieznacznie modyfikujące telewizyjną fabułę z tą samą obsadą, emitowane niedługo po premierze w telewizji. 
Część oryginalnych programów telewizyjnych została zarejestrowana w technice telerecordingu. Wszystkie zachowane programy ukazały się na VHS i dwóch edycjach DVD (pierwsze wydanie dwupłytowe nie było kompletne, drugie wydanie zawiera cztery płyty, z czego czwarty krążek zawiera tylko II i III z nadprogramów Piosenka jest dobra na wszystko).
Początkowe programy nie były rejestrowane, dlatego w okresie 1978–1980 zostały nagrane ponownie, w kolorze i ze zmianami obsadowymi. Cykl ten został nazwany Kabaret Jeszcze Starszych Panów.

## Lista wieczorów Kabaretu Starszych Panów

### Wersja telewizyjna
W każdym wieczorze kabaretu brali udział Jerzy Wasowski (jako Pan A) i Jeremi Przybora (jako Pan B).
| Numer wieczoru | Tytuł | Data premiery        | Dzień tygodnia i godzina emisji | Obecność w archiwum TVP | Źródło |
| -------------- | --- | -------------------- | ------------------------------- | ----------------------- | ------ |
| I              | Popołudnie Starszych Panów | 16 października 1958 | czwartek 20:30                  | –                       | [ 1 ]  |
| I              | Wystąpili: Andrzej Bogucki (jako Bard), Barbara Fijewska (jako Dama), Kazimierz Brusikiewicz (jako Gallikates Delikatellux), Hanna Tycówna (jako Dziewczyna z Zasłonami i Ładna Dziewczyna), Cezary Julski (jako Sąsiad) |                      |                                 |                         |        |
| II             | Wieczór Starszych Panów | 6 czerwca 1959       | sobota 22:15                    | –                       | [ 2 ]  |
| II             | Wystąpili: Wiesław Gołas (jako Właściciel Samochodu i Pijak ze Statystyk), Wiesław Michnikowski (jako Mężczyzna w Pidżamie i Prezes Hortensja), Barbara Wrzesińska (jako Pola i Sąsiadka), Barbara Krafftówna (jako Rififi) |                      |                                 |                         |        |
| III            | Jesienna noc | 24 października 1959 | sobota 22:05                    | –                       | [ 3 ]  |
| III            | Wystąpili: Wiesław Gołas (jako Ślusarz), Wiesław Michnikowski (jako Dziecię Tkaczy i Bonawentura), Barbara Rylska (jako Ofiara Portugalczyka), Barbara Krafftówna (jako Panienka z PANI), Krystyna Walczak (jako Sierotka) |                      |                                 |                         |        |
| IV             | Zbyteczne żeberko | 30 stycznia 1960     | sobota 22:15                    | –                       | [ 4 ]  |
| IV             | Wystąpili: Edward Dziewoński (jako Trzecieski), Wiesław Michnikowski (jako Sadzawka), Tadeusz Kondrat (jako Mikołaj Święty), Janina Porębska (jako Gosposia), Kalina Jędrusik (jako Żebrowska), Jerzy Wasowski (jako Mąż) |                      |                                 |                         |        |
| V              | Druga wiosna | 14 maja 1960         | sobota 22:35                    | –                       | [ 5 ]  |
| V              | Wystąpili: Edward Dziewoński (jako Kuszelas), Wiesław Michnikowski (jako Sturdyłło), Andrzej Szczepkowski (jako Mecenas), Wiesław Gołas (jako Zmysław), Kalina Jędrusik (jako Zupełnie Inna Dziewczyna), Barbara Wrzesińska (jako Madzia) |                      |                                 |                         |        |
| VI             | Smuteczek | 29 października 1960 | sobota 22:20                    | +                       | [ 6 ]  |
| VI             | Wystąpili: Edward Dziewoński (jako Dosmucacz), Wiesław Michnikowski (jako Nieduży), Mieczysław Czechowicz (jako Ogromny), Wiesław Gołas (jako Odrażający Drab), Kalina Jędrusik (jako Ewa), Barbara Wrzesińska (jako Parcianka), Barbara Krafftówna (jako Ciepła Wdówka), Benigna Sojecka (jako Prącka), Zdzisław Leśniak (jako De Vrobel), Halina Dunajska (jako Pomoc Prąckiej) |                      |                                 |                         |        |
| VII            | Zielony karnawał | 20 maja 1961         | sobota 22:30                    | –                       | [ 7 ]  |
| VII            | Wystąpili: Edward Dziewoński (jako Zdun Polski), Wiesław Michnikowski (jako Chlacz), Jarema Stępowski (jako Birbant), Wiesław Gołas (jako Mietek), Kalina Jędrusik (jako Sex-Bomba), Irena Kwiatkowska (jako Praszczadkowa), Barbara Krafftówna (jako Imogena), Elżbieta Wieczorkowska (jako Gosposia) |                      |                                 |                         |        |
| VIII           | Niepotrzebni mogą podejść | 4 listopada 1961     | sobota 22:20                    | –                       | [ 8 ]  |
| VIII           | Wystąpili: Wiesław Michnikowski (jako Samobójca Miłosny), Mieczysław Czechowicz (jako Salwator), Jarema Stępowski (jako Staruszek Głosowy), Irena Kwiatkowska (jako Dama Jarzynowa), Krystyna Walczak (jako Kelnerka), Edmund Fidler (jako Pogłębiacz) |                      |                                 |                         |        |
| IX             | Zupełnie inna historia | 17 marca 1962        | sobota 22:20                    | +                       | [ 9 ]  |
| IX             | Wystąpili: Irena Kwiatkowska (jako Matka Doroty), Edward Dziewoński (jako Sędzia Kocio), Wiesław Michnikowski (jako Artysta Malarz), Mieczysław Czechowicz (jako Kaczyński), Wiesław Gołas (jako Krewny-Choleryk), Kalina Jędrusik (jako Głos Doroty i Trzecie jej Wcielenie), Czesław Roszkowski (jako Listonosz), Barbara Krafftówna (jako Panienka z Biblioteki), Igor Śmiałowski (jako Biebrzeniewierzewski), Krystyna Walczak (jako Dziewczyna Pusta), Bohdan Łazuka (jako Młodszy Pan B), Andrzej Żarnecki (jako Młodszy Pan A), Krystyna Cierniak (jako Pierwsze Wcielenie Doroty), Emilia Radziejowska (jako Pierwsze Wcielenie Doroty)                                       |                      |                                 |                         |        |
| X              | Niespodziewany koniec lata | 27 października 1962 | sobota 22:20                    | +                       | [ 10 ] |
| X              | Wystąpili: Irena Kwiatkowska (jako Matka), Edward Dziewoński (jako Kuszelas), Wiesław Michnikowski (jako Nieduży), Mieczysław Czechowicz (jako Spory), Wiesław Gołas (jako Ślusarz), Kalina Jędrusik (jako Jesienna Dziewczyna), Czesław Roszkowski (jako Portier), Barbara Krafftówna (jako Wdówka), Jerzy Ruśniaczek (jako Emil), Krystyna Walczak (jako Sierotka Do Sprzątania), Bohdan Łazuka (jako Duch), Jan Nowicki (jako Głos Nie Wiadomo Skąd), Krystyna Cierniak (jako Blondyneczka), Andrzej Szczepkowski (jako Kryminalista), Edmund Fidler (jako Truciciel Powiatowy) |                      |                                 |                         |        |
| XI             | Kwitnące szczeble | 6 kwietnia 1963      | sobota 22:25                    | +                       | [ 11 ] |
| XI             | Wystąpili: Wiesław Michnikowski (jako Sekretarz), Kalina Jędrusik (jako Kierownik), Czesław Roszkowski (jako Strażnik), Jan Nowicki (jako Referent Łania), Krystyna Cierniak (jako Goniec), Aleksandra Śląska (jako Dyrektor), Danuta Wodyńska (jako Vice), Zofia Kucówna (jako Zastępca), Stanisław Gawlik (jako Zdołbuniak), Zdzisław Szymański (jako Rybak) |                      |                                 |                         |        |
| XII            | Nieznani sprawcy | 15 lutego 1964       | sobota 22:10                    | +                       | [ 12 ] |
| XII            | Wystąpili: Irena Kwiatkowska (jako Hrabina Tyłbaczewska), Edward Dziewoński (jako Sędzia Kocio), Wiesław Michnikowski (jako Kurniewicz), Mieczysław Czechowicz (jako Rotmistrz), Wiesław Gołas (jako Blady), Kalina Jędrusik (jako Julia), Zdzisław Leśniak (jako Iluzjonista Gucio), Barbara Krafftówna (jako Molly), Jan Nowicki (jako Sąsiad), Elżbieta Bojanowicz (jako Agentka I), Krystyna Cierniak (jako Agentka II) |                      |                                 |                         |        |
| XIII           | Przerwa w podróży | 26 września 1964     | sobota 22:25                    | +                       | [ 13 ] |
| XIII           | Wystąpili: Irena Kwiatkowska (jako Dama z Kluczem), Edward Dziewoński (jako Burmistrz), Wiesław Michnikowski (jako Nieduży), Mieczysław Czechowicz (jako Spory), Wiesław Gołas (jako Czerwony Paź i Jan Baptysta oraz Przyjaciel i Mąż Pani), Kalina Jędrusik (jako Samotna Dziewczyna), Bronisław Pawlik (jako Adiunkt-Singiel), Zdzisław Leśniak (jako Kasztelan, Stanisław Chryzostom, Przyjaciel i Mąż Pani), Barbara Krafftówna (jako Pani z Przyjacielem i Mężem, Aptekarzowa i Kasztelanowa Agnieszka), Krystyna Cierniak i Ewa Radzikowska (jako FiFi), Barbara Wrzesińska (jako Sasanna), Andrzej Antkowiak (jako Lakoniczny Chłopiec), Marta Przyborzanka (jako Sekretarka) |                      |                                 |                         |        |
| XIV            | 14 ¾ | 12 czerwca 1965      | sobota 21:50                    | +                       | [ 14 ] |
| XIV            | Wystąpili: Irena Kwiatkowska (jako Pani Kuchenna), Aleksandra Śląska (jako Tycjanna), Wiesław Michnikowski (jako Wujek), Mieczysław Czechowicz (jako Pan X), Wiesław Gołas (jako Major), Czesław Roszkowski (jako Kustosz), Kalina Jędrusik (jako Śpiewająca), Chór Zakochanych Młodzieńców (Arkadiusz Janaszek, Remigiusz Kossakowski, Franciszek Latowski, Stefan Mikołajczak), Chór Zakochanych Dziewcząt (Aniela Kubas, Anna Rotter, Marcelina Sowińska, Barbara Ujma) |                      |                                 |                         |        |
| XV             | Ostatni naiwni | 11 grudnia 1965      | sobota 22:25                    | +                       | [ 15 ] |
| XV             | Wystąpili: Irena Kwiatkowska (jako Żebraczka), Edward Dziewoński (jako Kuszelas), Wiesław Michnikowski (jako Porucznik Rumianek - Tani drań), Mieczysław Czechowicz(jako Sierżant Lipowy - Tani drań), Wiesław Gołas (jako Romuś), Kalina Jędrusik (jako Kalina), Krystyna Sienkiewicz (jako Bidula), Jarema Stępowski (jako Tatuś) |                      |                                 |                         |        |
| XVI            | Zaopiekujcie się Leonem | 22 lipca 1966        | piątek 20:15                    | +                       | [ 16 ] |
| XVI            | Wystąpili: Irena Kwiatkowska (jako Hrabina Tyłbaczewska), Wiesław Michnikowski (jako Inkasent i Tani Drań), Mieczysław Czechowicz (jako Cyprian i Tani Drań), Wiesław Gołas (jako Blady), Kalina Jędrusik (jako Kalina), Barbara Krafftówna (jako Manna), Agnieszka Fitkau (jako Kierowca) |                      |                                 |                         |        |

#### Nadprogramy
Cykl uzupełniają trzy programy specjalne (tzw. nadprogramy) pod wspólnym tytułem Piosenka jest dobra na wszystko, przypominające piosenki z poprzednich programów, ustawione w nową fabułę, a także ponowna premiera Wieczoru IV pod zmienionym tytułem Kaloryfeeria oraz Mikrokabarecik 65 – krótki program sylwestrowy.
| Numer nadprogramu | Tytuł | Data premiery    | Dzień tygodnia i godzina emisji | Obecność w archiwum TVP | Źródło |
| ----------------- | --- | ---------------- | ------------------------------- | ----------------------- | ------ |
| I                 | Piosenka jest dobra na wszystko – seria I | 1 stycznia 1961  | niedziela 22:15                 | –                       | [ 17 ] |
| I                 | Wystąpili: Wiesław Michnikowski (jako Pogodny Staruszek), Kalina Jędrusik (jako Inna Dziewczyna), Barbara Krafftówna (jako Rififi), Barbara Wrzesińska (jako Sąsiadka i Herbaciarka, Ładna Dziewczyna), Jarema Stępowski (jako Zimowy i Odrażający Drab)                                            |                  |                                 |                         |        |
| II                | Piosenka jest dobra na wszystko – seria II | 28 stycznia 1962 | niedziela 17:30                 | +                       | [ 18 ] |
| II                | Wystąpili: Wiesław Michnikowski (jako Nieduży), Barbara Wrzesińska (jako Pola i Sąsiadka), Barbara Krafftówna (jako Krwawa Basia), Kalina Jędrusik (jako Jesienna Dziewczyna), Krystyna Walczak (jako Redaktorka), Barbara Rylska (jako Ofiara Portugalczyka), Edward Dziewoński (jako Zdun Polski) |                  |                                 |                         |        |
| III               | Piosenka jest dobra na wszystko – seria III | 11 stycznia 1964 | sobota 22:20                    | +                       | [ 19 ] |
| III               | Wystąpili: Wiesław Gołas (jako Gryczany), Elżbieta Bojanowicz (jako Sierotka), Wiesław Michnikowski, Barbara Krafftówna, Zofia Kucówna, Mieczysław Czechowicz, Kalina Jędrusik |                  |                                 |                         |        |

#### Pozostałe
| Tytuł | Data premiery   | Dzień tygodnia i godzina emisji | Obecność w archiwum TVP | Źródło |
| --- | --------------- | ------------------------------- | ----------------------- | ------ |
| Kaloryfeeria z cyklu Pamięć płata figle – przypomnienie pierwsze Wieczoru IV | 2 stycznia 1965 | sobota 22:20                    | –                       | [ 20 ] |
| Wystąpili: Barbara Krafftówna (jako Babka Gołoledź), Bronisław Pawlik (jako Kamerdyner), Edward Dziewoński (jako Trzeciewicz), Wiesław Michnikowski (jako Kontradmirał Sadzawka), Kalina Jędrusik (jako Klementyna), Jacek Fedorowicz (jako Aniołek), Wiesław Gołas (jako Facet) |                 |                                 |                         |        |
| Mikrokabarecik 65 – Wieczór sylwestrowy | 31 grudnia 1965 | piątek 20:25                    | –                       | [ 21 ] |
| Wystąpili: Marian Kociniak (jako Pogodny Pan) |                 |                                 |                         |        |

### Wersja radiowa
W każdym wieczorze kabaretu brali udział Jerzy Wasowski (jako Pan A) i Jeremi Przybora (jako Pan B).
| Numer wieczoru | Tytuł | Data premiery        | Obecność w archiwum PR | Źródło |
| -------------- | --- | -------------------- | ---------------------- | ------ |
| I              | Popołudnie Starszych Panów | 31 grudnia 1958      | +                      | [ 1 ]  |
| I              | Wystąpili: Andrzej Bogucki (jako Bard), Barbara Fijewska (jako Dama), Wieńczysław Gliński (jako Gallikates Delikatellux), Hanna Tycówna (jako Dziewczyna z Zasłonami i Ładna Dziewczyna), Cezary Julski (jako Sąsiad) |                      |                        |        |
| II             | Wieczór Starszych Panów | 28 czerwca 1959      | +                      | [ 2 ]  |
| II             | Wystąpili: Wiesław Gołas (jako Właściciel Samochodu i Pijak ze Statystyk), Wiesław Michnikowski (jako Mężczyzna w Pidżamie i Prezes Hortensja), Barbara Wrzesińska (jako Pola i Sąsiadka), Barbara Krafftówna (jako Rififi) |                      |                        |        |
| III            | Zimowa noc | 16 grudnia 1959      | +                      | [ 3 ]  |
| III            | Wystąpili: Wiesław Gołas (jako Ślusarz), Wiesław Michnikowski (jako Dziecię Tkaczy i Bonawentura), Barbara Rylska (jako Ofiara Portugalczyka), Barbara Krafftówna (jako Panienka z PANI), Krystyna Walczak (jako Sierotka) |                      |                        |        |
| IV             | Kaloryfeeria | 21 lutego 1960       | +                      | [ 4 ]  |
| IV             | Wystąpili: Edward Dziewoński (jako Trzecieski), Wiesław Michnikowski (jako Sadzawka), Tadeusz Kondrat (jako Mikołaj Święty), Janina Porębska (jako Gosposia), Kalina Jędrusik (jako Żebrowska), Jerzy Wasowski (jako Mąż) |                      |                        |        |
| V              | Drugie lato | 13 czerwca 1960      | +                      | [ 5 ]  |
| V              | Wystąpili: Edward Dziewoński (jako Kuszelas), Wiesław Michnikowski (jako Pogodny Staruszek), Andrzej Szczepkowski (jako Maksymilian), Wiesław Gołas (jako Zmysław), Kalina Jędrusik (jako Zupełnie Inna Dziewczyna), Barbara Wrzesińska (jako Madzia) |                      |                        |        |
| VI             | Smuteczek | 22 maja 1961         | +                      | [ 6 ]  |
| VI             | Wystąpili: Edward Dziewoński (jako Dosmucacz), Wiesław Michnikowski (jako Nieduży), Mieczysław Czechowicz (jako Ogromny), Wiesław Gołas (jako Odrażający Drab), Kalina Jędrusik (jako Ewa), Barbara Wrzesińska (jako Parcianka), Barbara Krafftówna (jako Ciepła Wdówka), Benigna Sojecka (jako Prącka), Zdzisław Leśniak (jako De Vrobel), Halina Dunajska (jako Pomoc Prąckiej) |                      |                        |        |
| VII            | Zielony karnawał | 16 czerwca 1961      | +                      | [ 7 ]  |
| VII            | Wystąpili: Edward Dziewoński (jako Zdun Polski), Wiesław Michnikowski (jako Chlacz), Jarema Stępowski (jako Birbant), Wiesław Gołas (jako Mietek), Kalina Jędrusik (jako Sex-Bomba), Irena Kwiatkowska (jako Praszczadkowa), Barbara Krafftówna (jako Imogena), Elżbieta Wieczorkowska (jako Gosposia) |                      |                        |        |
| VIII           | Niepotrzebni mogą podejść | 10 grudnia 1961      | +                      | [ 8 ]  |
| VIII           | Wystąpili: Wiesław Michnikowski (jako Samobójca Miłosny), Mieczysław Czechowicz (jako Salwator), Jarema Stępowski (jako Staruszek Głosowy), Irena Kwiatkowska (jako Dama Jarzynowa), Krystyna Walczak (jako Kelnerka), Edmund Fidler (jako Pogłębiacz) |                      |                        |        |
| IX             | Zupełnie inna historia | 19 października 1962 | +                      | [ 9 ]  |
| IX             | Wystąpili: Irena Kwiatkowska (jako Matka Doroty), Edward Dziewoński (jako Sędzia Kocio), Wiesław Michnikowski (jako Artysta Malarz), Mieczysław Czechowicz (jako Kaczyński), Wiesław Gołas (jako Krewny-Choleryk), Kalina Jędrusik (jako Głos Doroty i Trzecie jej Wcielenie), Czesław Roszkowski (jako Listonosz), Barbara Krafftówna (jako Panienka z Biblioteki), Igor Śmiałowski (jako Biebrzeniewierzewski), Krystyna Walczak (jako Dziewczyna Pusta), Bohdan Łazuka (jako Młodszy Pan B), Andrzej Żarnecki (jako Młodszy Pan A), Krystyna Cierniak (jako Pierwsze Wcielenie Doroty), Emilia Radziejowska (jako Pierwsze Wcielenie Doroty)                                       |                      |                        |        |
| X              | Niespodziewany koniec lata | 11 grudnia 1962      | +                      | [ 10 ] |
| X              | Wystąpili: Irena Kwiatkowska (jako Matka), Edward Dziewoński (jako Kuszelas), Wiesław Michnikowski (jako Nieduży), Mieczysław Czechowicz (jako Spory), Wiesław Gołas (jako Ślusarz), Kalina Jędrusik (jako Jesienna Dziewczyna), Czesław Roszkowski (jako Portier), Barbara Krafftówna (jako Wdówka), Jerzy Ruśniaczek (jako Emil), Krystyna Walczak (jako Sierotka Do Sprzątania), Bohdan Łazuka (jako Duch), Jan Nowicki (jako Głos Nie Wiadomo Skąd), Krystyna Cierniak (jako Blondyneczka), Andrzej Szczepkowski (jako Kryminalista), Edmund Fidler (jako Truciciel Powiatowy) |                      |                        |        |
| XI             | Kwitnące szczeble | 3 czerwca 1963       | +                      | [ 11 ] |
| XI             | Wystąpili: Wiesław Michnikowski (jako Sekretarz), Kalina Jędrusik (jako Kierownik), Czesław Roszkowski (jako Strażnik), Jan Nowicki (jako Referent Łania), Krystyna Cierniak (jako Goniec), Aleksandra Śląska (jako Dyrektor), Danuta Wodyńska (jako Vice), Zofia Kucówna (jako Zastępca), Stanisław Gawlik (jako Zdołbuniak), Zdzisław Szymański (jako Rybak) |                      |                        |        |
| XII            | Nieznani sprawcy | 25 marca 1964        | +                      | [ 12 ] |
| XII            | Wystąpili: Irena Kwiatkowska (jako Hrabina Tyłbaczewska), Edward Dziewoński (jako Sędzia Kocio), Wiesław Michnikowski (jako Kurniewicz), Mieczysław Czechowicz (jako Rotmistrz), Wiesław Gołas (jako Blady), Kalina Jędrusik (jako Julia), Zdzisław Leśniak (jako Iluzjonista Gucio), Barbara Krafftówna (jako Molly), Jan Nowicki (jako Sąsiad), Elżbieta Bojanowicz (jako Agentka I), Krystyna Cierniak (jako Agentka II) |                      |                        |        |
| XIII           | Przerwa w podróży | 4 grudnia 1964       | +                      | [ 13 ] |
| XIII           | Wystąpili: Irena Kwiatkowska (jako Dama z Kluczem), Edward Dziewoński (jako Burmistrz), Wiesław Michnikowski (jako Nieduży), Mieczysław Czechowicz (jako Spory), Wiesław Gołas (jako Czerwony Paź i Jan Baptysta oraz Przyjaciel i Mąż Pani), Kalina Jędrusik (jako Samotna Dziewczyna), Bronisław Pawlik (jako Adiunkt-Singiel), Zdzisław Leśniak (jako Kasztelan, Stanisław Chryzostom, Przyjaciel i Mąż Pani), Barbara Krafftówna (jako Pani z Przyjacielem i Mężem, Aptekarzowa i Kasztelanowa Agnieszka), Krystyna Cierniak i Ewa Radzikowska (jako FiFi), Barbara Wrzesińska (jako Sasanna), Andrzej Antkowiak (jako Lakoniczny Chłopiec), Marta Przyborzanka (jako Sekretarka) |                      |                        |        |

#### Nadprogramy
| Numer nadprogramu | Tytuł | Data premiery    | Obecność w archiwum PR | Źródło |
| ----------------- | --- | ---------------- | ---------------------- | ------ |
| I                 | Nadprogram I – Piosenka jest dobra na wszystko | 29 marca 1961    | +                      | [ 17 ] |
| I                 | Wystąpili: Wiesław Michnikowski (jako Pogodny Staruszek), Kalina Jędrusik (jako Inna Dziewczyna), Barbara Krafftówna (jako Rififi), Barbara Wrzesińska (jako Sąsiadka i Herbaciarka, Ładna Dziewczyna), Jarema Stępowski (jako Zimowy i Odrażający Drab)                                            |                  |                        |        |
| II                | Nadprogram II – Piosenka jest dobra na wszystko | 30 września 1962 | +                      | [ 22 ] |
| II                | Wystąpili: Wiesław Michnikowski, Kalina Jędrusik, Andrzej Bogucki, Jarema Stępowski |                  |                        |        |
| III               | Nadprogram III – Piosenka jest dobra na wszystko | 26 grudnia 1962  | +                      | [ 18 ] |
| III               | Wystąpili: Wiesław Michnikowski (jako Nieduży), Barbara Wrzesińska (jako Pola i Sąsiadka), Barbara Krafftówna (jako Krwawa Basia), Kalina Jędrusik (jako Jesienna Dziewczyna), Krystyna Walczak (jako Redaktorka), Barbara Rylska (jako Ofiara Portugalczyka), Edward Dziewoński (jako Zdun Polski) |                  |                        |        |

## Dyskografia

### Płyty gramofonowe
| Rok  | Tytuł | Nośnik                              | Źródło |
| ---- | --- | ----------------------------------- | ------ |
| 1961 | Kalina Jędrusik w Kabarecie Starszych Panów (czwórka) - Data i miejsce nagrania: sala Filharmonii Narodowej 10 maja 1961 - Wydawca i numer albumu: Polskie Nagrania N0170                                            | EP                                  | [ 23 ] |
| 1962 | Kabaret Starszych Panów. Piosenki wybrane („zielona”) - Data i miejsce nagrania: sala Filharmonii Narodowej, 30 maja – 3 czerwca i 7 października 1962 - Wydawca i numer albumu: Polskie Nagrania L0393              | płyta średniogrająca (minilongplay) | [ 24 ] |
| 1964 | Kalina Jędrusik w Kabarecie Starszych Panów (2) (czwórka) - Data i miejsce nagrania: Studio 12 Polskich Nagrań 12, 16, 18 i 19 czerwca 1964 - Wydawca i numer albumu: Polskie Nagrania N0321                         | EP                                  | [ 25 ] |
| 1964 | Kabaret Starszych Panów. Cykl II („czerwona”) - Data i miejsce nagrania: Studio 12 Polskich Nagrań, 11, 12, 16, 18-20, 23, 29 czerwca 1964 - Wydawca i numer albumu: Polskie Nagrania L0448                          | płyta średniogrająca (minilongplay) | [ 26 ] |
| 1966 | Kabaret Starszych Panów. Cykl III - Data i miejsce nagrania: PWSM i Studio 12 Polskich Nagrań, 27-30 listopada oraz 4 i 7 grudnia 1966 - Wydawca i numer albumu: Polskie Nagrania XL0372                             | LP                                  | [ 27 ] |
| 1966 | Jedzcie stokrotki! (czwórka) - Data i miejsce nagrania: Studio 12 Polskich Nagrań, 14-15 lutego 1966 - Wydawca i numer albumu: Polskie Nagrania Muza N0389                                                           | EP                                  | [ 28 ] |
| 1970 | Wizyta Starszych Panów - Data i miejsce nagrania: PWSM i Studio 12 Polskich Nagrań, 1, 2, 5, 9, 10, 13, 20, 21 października oraz 28 listopada i 7, 8 grudnia 1970 - Wydawca i numer albumu: Polskie Nagrania SXL0665 | LP                                  | [ 29 ] |

### Płyty CD
| Rok  | Tytuł | Źródło                             |
| ---- | --- | ---------------------------------- |
| 2000 | Piosenki Kabaretu Starszych Panów - 5 płyt CD - Wydawca i numer albumu: Polskie Radio PRCD 221-225 | [ 30 ] [ 31 ] [ 32 ] [ 33 ] [ 34 ] |
| 2008 | Piosenki Kabaretu Starszych Panów od A do Z - 6 płyt CD - Wydawca i numer albumu: Polskie Radio PRCD 1091-1096, - Uwaga! Rozszerzone i poprawione wydanie zebranych piosenek Kabaretu Starszych Panów względem wydania z roku 2000. Reedycje ukazały się w 2014 i 2023 roku. | [ 35 ]                             |
| 2011 | Radiowy Kabaret Starszych Panów - 13 płyt CD w 4 boxach - Wydawca i numer albumu: Muzeum Powstania Warszawskiego i Polskie Radio PRCD 1443-1455 | [ 36 ]                             |

### Płyty DVD i kasety VHS
| Rok  | Tytuł | Źródło                             |
| ---- | --- | ---------------------------------- |
| 2002 | Kabaret Starszych Panów - 2 płyty DVD - Wydawca: Telewizja Polska - Zawiera cztery wieczory (Niespodziewany koniec lata, Nieznani sprawcy, 14 ¾, Ostatni naiwni), zbiór piosenek składających się na telewizyjny Nadprogram I i rozmowę Jeremiego Przybory i Magdy Umer.        | [ 37 ]                             |
| 2002 | Kabaret Starszych Panów - 5 kaset VHS - Wydawca: Telewizja Polska - 5 kaset VHS wydanych pod redakcją Magdy Umer zawiera większość wieczorów Kabaretu (nie ma Wieczoru VI), nadprogram Piosenka jest dobra na wszystko – seria III i program Divertimento op.5 Stomatologiczne. | [ 38 ] [ 39 ] [ 40 ] [ 41 ] [ 42 ] |
| 2005 | Kabaret Starszych Panów - 4 płyty DVD - Wydawca: Telewizja Polska - Kolekcja zawiera wszystkie zachowane wieczory Kabaretu oraz program Piosenki z cyklu Divertimento. Wznowiony w 2007 roku.                                                                                   | [ 43 ]                             |

### Kompilacje (wybór)
| Rok  | Tytuł | Nośnik | Źródło |
| ---- | --- | ------ | ------ |
| 1990 | Piosenka jest dobra na wszystko - trzy kasety magnetofonowe - Wydawca i numer albumu: Polskie Nagrania CK-1042, CK-1043, CK-1044 | CC     | [ 44 ] |
| 1992 | Kabaret Starszych Panów. Piosenka jest dobra na wszystko - Wydawca i numer albumu: Polskie Nagrania Edition ECD021 | CD     | [ 45 ] |
| 1993 | Uśmiechnij się Polaku, czyli piosenki z Kabaretu Starszych Panów... i nie tylko. - 3 płyty CD - Wydawca i numer albumu: Polskie Nagrania L0393                                                                                            | CD     | [ 46 ] |
| 2001 | Kabaret Starszych Panów. - Całość piosenek z płyt L0393 i L0448 - Wydawca i numer albumu: Polskie Nagrania PNCD 566 (2001) | CD     |        |
| 2008 | 40 piosenek Kabaretu Starszych Panów. - 2 płyty CD z czterdziestoma piosenkami w wersjach zaaranżowanych dla Polskich Nagrań, które dotąd ukazały się na nośnikach analogowych. - Wydawca i numer albumu: Polskie Nagrania Muza PNCD 1226 | CD     | [ 47 ] |
| 2008 | Piosenki Starszych Panów - 4 płyty CD - Wydawca i numer albumu: 4everMUSIC 1013-1016 | CD     | [ 48 ] |
| 2013 | Wasowski da się lubić! Na 100-lecie urodzin - Zestaw czterech płyt CD zawierający też piosenki spoza Kabaretu i covery piosenek z Kabaretu. - Wydawca i numer albumu: MTJ                                                                 | CD     | [ 49 ] |

### Covery(wybór)
- Kabaret Starszych Panów. Zimy żal, zestaw dwóch płyt CD, Pomaton POMCD020 (1992)
- Grzegorz Turnau, Cafe Sułtan, płyta CD, Pomaton (2004)
- Janusz Szrom, Ewa Bem, Straszni Panowie Trzej. Piosenki Starszych Panów, książeczka i płyta CD, Biblioteka Gazety Wyborczej (2006)
- Lora Szafran, Bogdan Hołownia, Droga do Ciebie. Piosenki Jerzego Wasowskiego i Jeremiego Przybory, płyta CD, 4ever MUSIC 025 (2007)
- Piosenki Starszych Panów. Piosenka jest dobra na wszystko, opracowanie Andrzej Borzym, Chór Kameralny Uniwersytetu im. Adama Mickiewicza w Poznaniu, dyrygent Krzysztof Szydzisz, płyta CD, Polskie Radio Dwójka PRCD592
- Straszni Panowie Trzej 2, Blue Note Agencja artystyczna (2014)
- Piosenki z Kabaretu Starszych Panów zaaranżował do wykonania w sali symfonicznej Filharmonii Szczecińskiej Piotr Komorowski[50] (wykonawcy: Orkiestra Symfoniczna Filharmonii w Szczecinie; wokal: Jolanta Szczepaniak, Martyna Szczepaniak, Magdalena Wilento, Michał Grobelny, Mateusz Czarnowski, dyrygent: Piotr Komorowski)[51].